# Platja de la Badia de Blanes

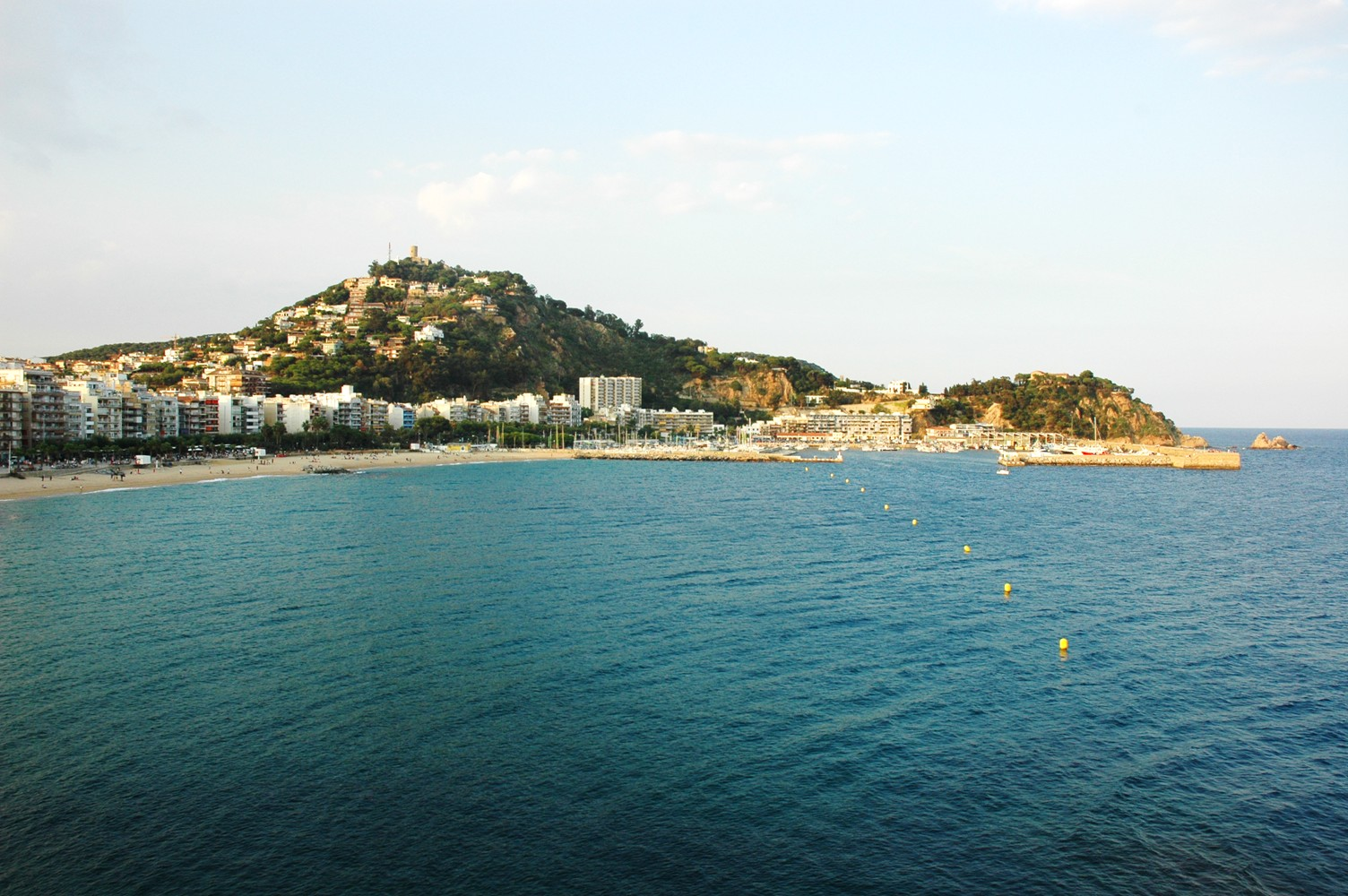
La badia de Blanes, amb la platja a l'esquerra, el port a la dreta i la muntanya de Sant Joan, des de Sa Palomera

La platja de la Badia de Blanes, o platja de Blanes, és la platja urbana principal de Blanes (la Selva). Situada a la badia de Blanes, va des del port de Blanes fins l'illot de Sa Palomera, prop de la qual hi desemboca la riera de Blanes, i on té continuïtat amb la platja de s'Abanell. Està orientada al sud-est, té una longitud de 658 m i una amplada mitjana de 44 m, formada per sorra mitjana i gruixuda. El pendent d'entrada a l'aigua és molt fort.
Disposa de dutxes, punt de socorrisme, guinguetes, lloguer de gandules, para-sols i patins de pedals, i rampes d’accés per a persones amb mobilitat reduïda. Hi ha un servei de barques amb fons de vidre que surten d'aquesta platja i recorren les cales situades cap al nord, així com uns creuers que arriben fins a la veïna localitat de Lloret de Mar. Tota la platja està flanquejada per un ampli i animat passeig marítim, on hi ha una abundant oferta de bars, restaurants, gelateries i altres comerços.
L'Agència Catalana de l'Aigua efectua un control setmanal de la qualitat de l'aigua, durant la temporada de bany, amb el resultat d'excel·lent. Està guardonada amb la Bandera Blava, que reconeix internacionalment la qualitat de l'aigua i serveis.
Durant la seva història ha estat sotmesa a diverses modificacions. Les més importants van ser la construcció del port, la seva ampliació i la rehabilitació del passeig marítim (en dues ocasions). L'alcalde anterior a la guerra civil espanyola va proposar la divisió en dues zones, una per a homes i una altra per a dones, fet que va provocar una mobilització espontània dels blanencs.